# Jacobus Petrus Jooste

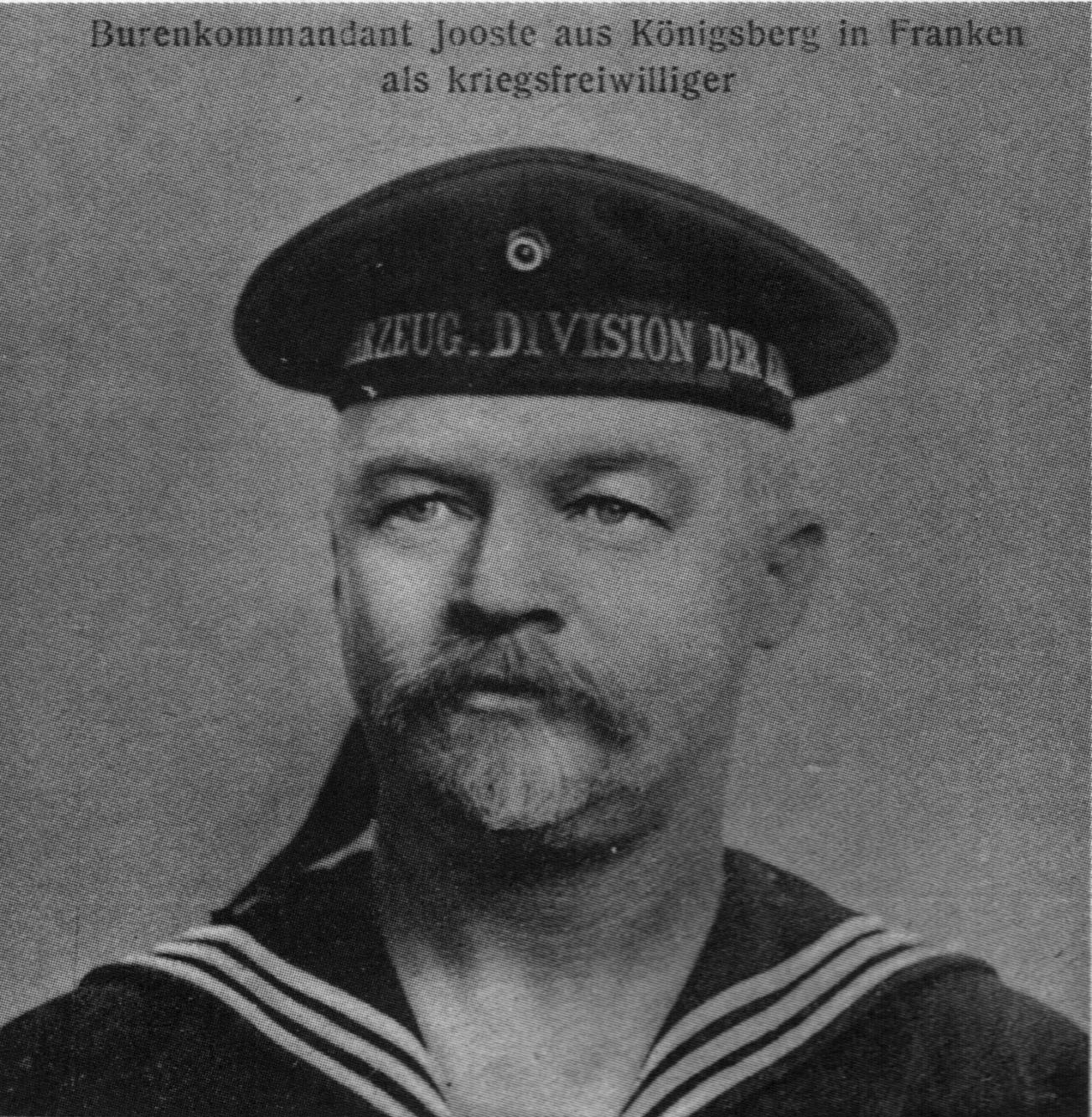
Koos Jooste als Kriegsfreiwilliger

Jacobus Petrus Jooste, auch: Koos Jooste (* 18. Oktober 1868 in Worcester, Kapregion; † 13. November 1945 in Angermünde) war ein burischer Kämpfer im Range eines Kommandanten und Autor.

## Leben
Jacobus Petrus Jooste war der Sohn einer südafrikanischen Farmerfamilie mit niederländisch-deutschen Wurzeln. Als junger Mann arbeitete er in Pretoria. Vor dem 2. Burenkrieg versuchten er und sein Freund die Regierung der Transvaal-Republik davon zu überzeugen, dass es sinnvoll sei, wo immer möglich, Pferde durch Fahrräder zu ersetzen. In einer Unterredung mit Generalkommandant Piet Joubert und Präsident Ohm Krüger führte er aus, dass ein Pferd schlafen und fressen muss, während ein Fahrrad nur Öl und Pumpe braucht. Jooste erklärte, dass das Problem von Reifenpannen durch einen ungegerbten Lederstreifen zwischen Schlauch und Reifen gelöst werden könne. Dies sicherte später einen erheblichen Vorteil gegenüber den vom Feind eingesetzten Rädern. 

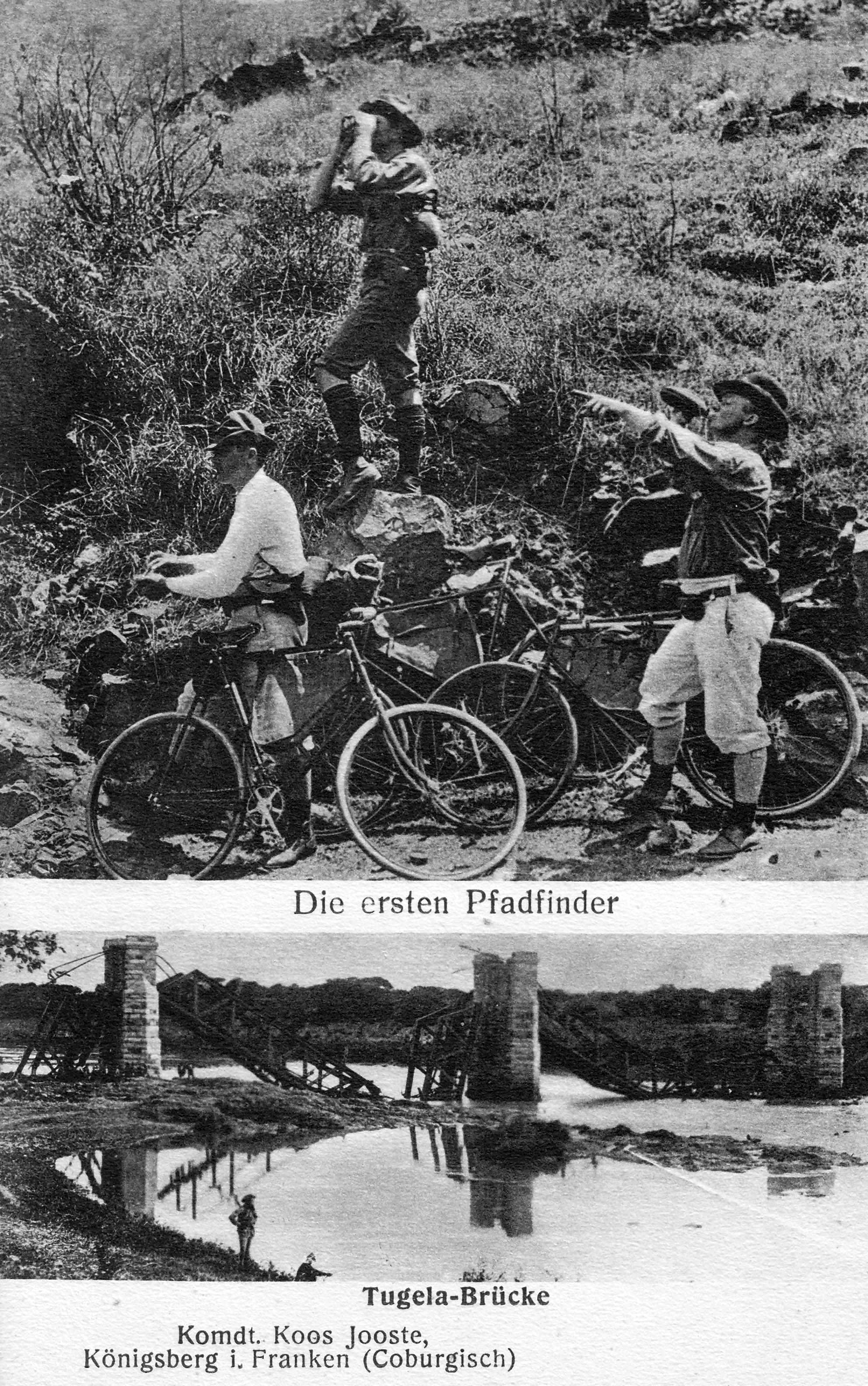
Oben: Drei Mitglieder des Wielrijders Rapportgangers Korps Unten: Die 1899 die zerstörte Tungela-Brücke

Aber erst nachdem Jooste 1899 ein Fahrradrennen über 75 Kilometer von Pretoria zum Crocodile River gegen einen Reiter gewonnen hatte, waren der Generalkommandant Piet Joubert, Präsident Steyn vom Oranje Free State und Präsident Kruger von Transvaal überzeugt. Captain Theron erhielt den Auftrag zur Aufstellung des Wielrijders Rapportgangers Korps (WRK) (auch Vrystaatse Rapportrijders) für seine Armee. Er rekrutierte die freiwillige Truppe aus jungen gebildeten Mitgliedern der Oberklasse. Sie bestand schließlich aus 108 Mann, die im September 1899 in 7 Gruppen unter einem Leutnant auf die Distrikte verteilt wurden. Jeder war mit Fahrrad, Revolver, Fernglas und an der Querstange des Fahrrads transportiertem Gewehr oder auch Karabiner ausgerüstet. Jooste wurden zunächst 14 Mann im Distrikt Zeerust unterstellt. Damit startete sein Einsatz im Zweiten Burenkrieg und er avancierte schnell vom Leutnant zum Major.
Therons Truppe war sehr erfolgreich, u. a. bei der Zerstörung von Brücken. So zerstörten sie 1899 die 1878 gebaute Brücke über den Tugela. 1900 ersetzten die Engländer sie durch eine hölzerne Behelfsbrücke. Über den Brückenbau existiert ein Film.
Die Engländer setzten hohe Prämien auf die Köpfe von Jooste und Theron aus. Theron fiel allerdings vor Kriegsende im Kampf und Jooste flüchtete nach Kriegsende im Mai 1902 nach Europa. In den Niederlanden und in Deutschland verdiente er sich als „Burenkommandant“ seinen Unterhalt mit Vorlesungen über den Krieg in Südafrika. In Deutschland wurde er dabei vom Alldeutschen Verband unterstützt. Seinen Wohnsitz nahm er in Königsberg in Franken. Es existieren zahlreiche zu Reklamezwecken von ihm herausgegebene Postkarten, die noch im Jahre 2020 im Internet gehandelt werden.

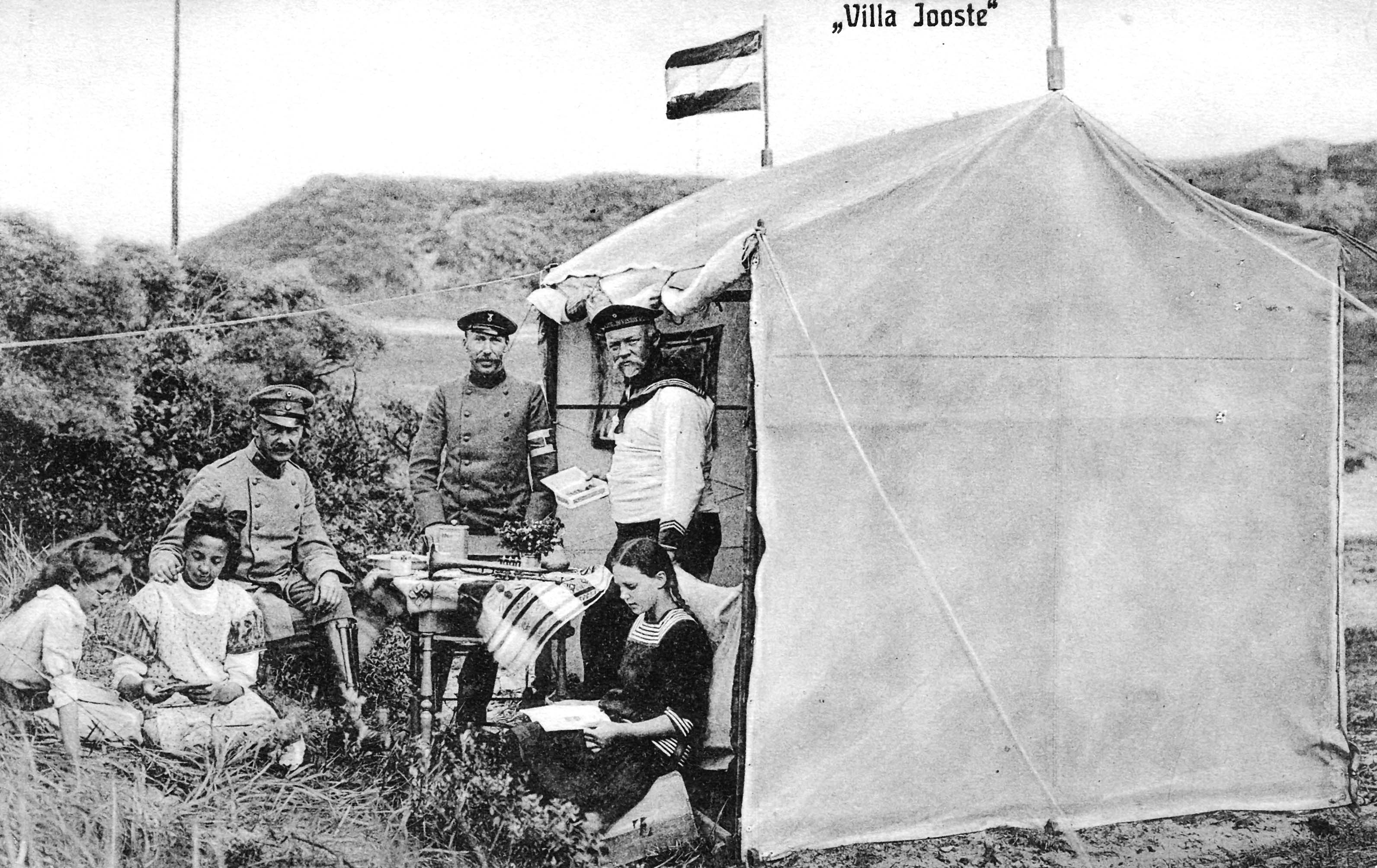
Koos Jooste (r.), Kriegsfreiwilliger der Kaiserlichen Marine am 13. Aug. 1915 auf der Nordseeinsel Borkum. Dr. med. Fr. Borchers (l.), Stabsarzt d. R. Inf. Rgt. 411 und seine Töchter. Vater von Friedr. W.K.M. Borchers.

Zu Beginn des Ersten Weltkrieges meldete er sich als Freiwilliger bei der Kaiserlichen Marine und war 1915 auf Borkum stationiert. Später unternahm er Vortragsreisen an die Front. 1927 heiratete Jooste die aus Berlin-Steglitz stammende Selma Hartmann, eine Witwe des Berliner Sanitätsrats Theodor Rosenbaum. Das Ehepaar zog mit der aus erster Ehe stammenden Tochter Ilse nach Bad Freienwalde (Oder), später nach Oderberg und dann nach Angermünde. Jooste starb 77-jährig im Krankenhaus an einer Lungenentzündung und Herzschwäche. Seine Ehefrau lebte noch 22 Jahre in Angermünde.

## Schriften
- Aus der zweiten Heimat, Reisen und Eindrücke eines Buren in Deutschland. Berlin 1904
- Aus dem Buren-Lande!. 1910
- Mit Ruder und Segel. 1914
- Brocken. Aufsätze über Deutschland, England und Südafrika. Friedrichroda ca. 1917